# Neotrotteria pulchella
Neotrotteria pulchella är en svampart som beskrevs av Sacc. 1918. Neotrotteria pulchella ingår i släktet Neotrotteria och familjen Nitschkiaceae.   Inga underarter finns listade i Catalogue of Life.